# George Sarton

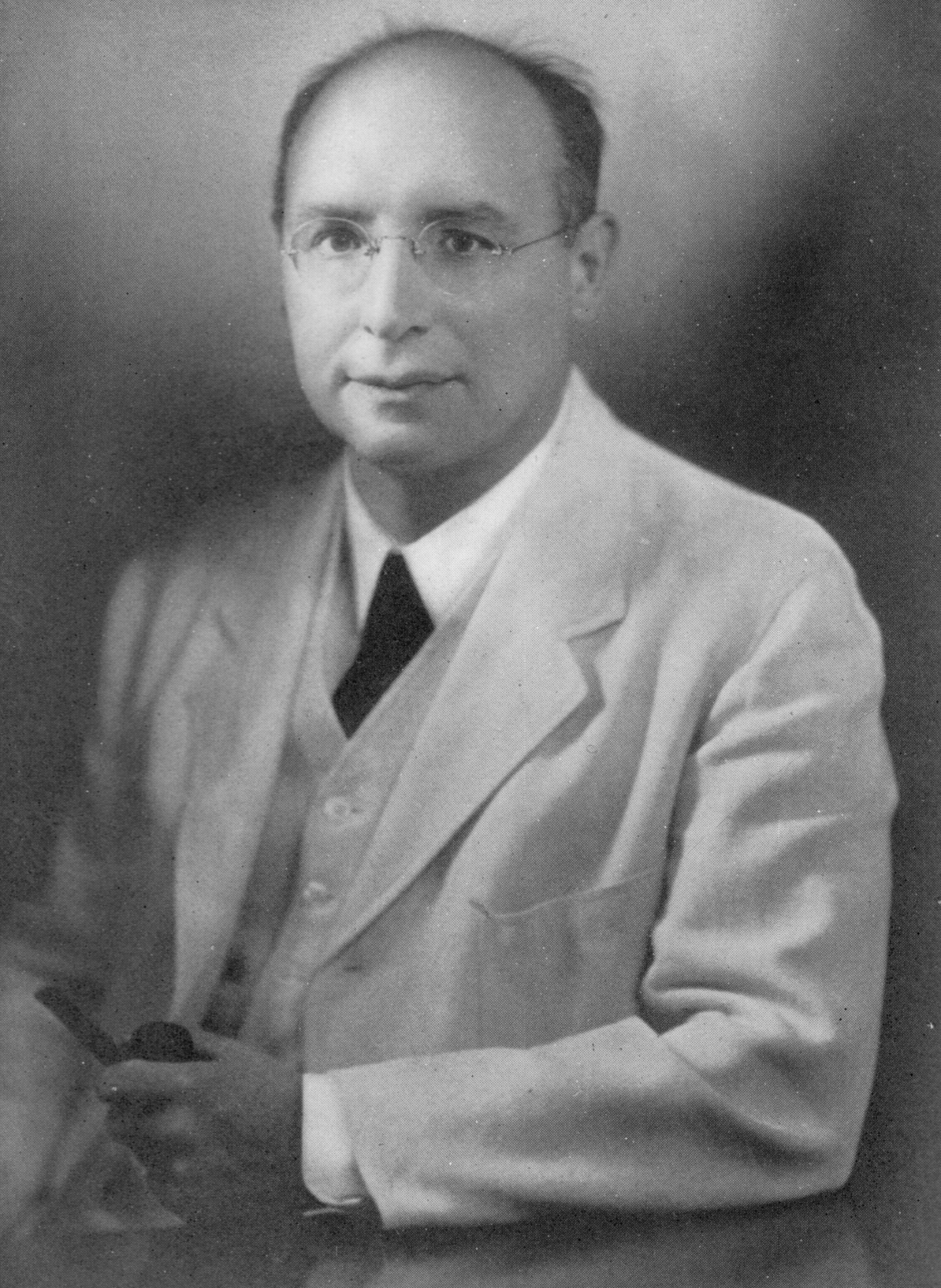
George Sarton, 1941

George Alfred Leon Sarton (* 31. August 1884 in Gent, Belgien; † 22. März 1956 in Cambridge, Massachusetts, Vereinigte Staaten) war ein belgisch-US-amerikanischer Naturwissenschaftshistoriker.

## Leben
Sarton studierte in Gent unter anderem Philosophie, Mathematik und Chemie mit einem Abschluss 1906. 1908 erhielt er die Goldmedaille der Universität für eine seiner Arbeiten über Chemie. 1911 promovierte er in Gent in Mathematik. Bei Ausbruch des Ersten Weltkriegs ging er nach England und ab 1915 in die Vereinigten Staaten, wo er danach blieb. Er hielt 1916 bis 1918 Vorlesungen an der Harvard University und arbeitete für die Carnegie Foundation. 1920 wurde er Lecturer in Harvard und war von 1940 bis 1951 Professor für Wissenschaftsgeschichte in Harvard. Von 1919 bis 1948 war er auch Forscher an der Carnegie Institution in Washington, D.C.
Sarton begann 1927 eine umfangreiche Naturwissenschaftsgeschichte (Introduction to the history of science) zu schreiben, für die er auch Arabisch lernte und die Länder des Nahen Ostens besuchte, um Originalquellen islamischer Wissenschaftler zu studieren. Von den geplanten neun Bänden konnte Sarton bis zu seinem Tod aber nur die ersten drei fertigstellen. Von den geplanten acht Bänden seines Werkes A history of science sind nur zwei Bände entstanden, der zweite Band wurde postum veröffentlicht. Sarton edierte mehrere arabische Quellenausgaben. Er beschäftigte sich auch mit der Wissenschaft in der Renaissance, besonders mit Leonardo da Vinci.
Seit 1913 veröffentlichte er in der Zeitschrift Isis – 1912 von ihm begründet – zahlreiche Arbeiten aus dem Bereich der Wissenschaftsgeschichte. 1924 gründete er gemeinsam mit Lawrence J. Henderson die History of Science Society (HSS). 1936 begründete er das jährlich erscheinende Journal Osiris, das wie die Schwesterzeitschrift Isis eine offizielle Publikation der HSS ist.
Er war seit 1911 mit der englischen Künstlerin Mabel Eleanor Elwes verheiratet, mit der er eine Tochter hatte, die Schriftstellerin May Sarton (1912–1995).

## Auszeichnungen und Ehrungen
- Die History of Science Society verleiht jährlich die George-Sarton-Medaille. Die erste Medaille wurde 1955 an George Sarton selbst vergeben.
- Sarton war Mitglied der American Academy of Arts and Sciences (1927), der American Philosophical Society (1934), der Akademie der Naturforscher Leopoldina und der Royal Society of Edinburgh (1936).[1] 1928 gehörte er zu den Gründungsmitgliedern der Académie internationale d’histoire des sciences.[2]
- Die Ehrendoktorwürde wurde ihm unter anderem von der Brown University sowie der Johann Wolfgang Goethe-Universität Frankfurt am Main verliehen.
- 1970 wurde der Mondkrater Sarton nach ihm benannt.[3]

## Schriften
- Introduction to the history of science. 4 Bände (I–III,2). Williams & Wilkins Co., Baltimore MD/Washington 1927–1948 (= Carnegie Institution of Washington. Band 376); Neudrucke: New York ab 1950.
  - Band 1: From Homer to Omar Khayyam. 1927;
  - Band 2: From Rabbi Ben Ezra to Roger Bacon. 2 Teilbände. 1931;
  - Band 3: Science and learning in the fourteenth century.
    - Band 3, Teilband 1: First half of the fourteenth century. 1947;
    - Band 3, Teilband 2: Second half of the fourteenth century. 1948.
- mit James Westfall Thompson, George Rowley und Ferdinand Schevill: The Civilization of the Renaissance (= Mary Tuttle Bourdon Lectures. 1928/1929). University of Chicago Press, Chicago IL 1929.
- The history of science and the new humanism (= Colver Lectures. 1930, ZDB-ID 1004053-5). H. Holt and Co., New York NY 1931, (Nachdrucke).
- The Life of Science. Essays in the history of civilization (= The Life of Science Library. Bd. 1, ZDB-ID 412738-9). Foreword by Max H. Fisch. Schuman, New York NY 1948, (Nachdrucke).
- A history of science. Harvard University Press, Cambridge MA 1952–1959; 
  - Band 1: Ancient science through the Golden Age of Greece. 1952, (Nachdruck. Dover Publications, New York NY 1993, ISBN 0-486-27495-0);
  - Band 2: Hellenistic science and culture in the last 3 centuries B.C. 1959, (Nachdruck. Dover Publications, New York NY 1993, ISBN 0-486-27740-2).
- A guide to the history of science. A first guide for the study of the history of science. With introductory essays on science and tradition. Ronald Press, New York NY 1952, (In deutscher Sprache: Das Studium der Geschichte der Naturwissenschaften. Klostermann, Frankfurt am Main 1965).
- Ancient Science and modern civilization. Euclid and his time, Ptolemy and his time, the end of Greek science and culture (= Montgomery Lectureship on Contemporary Civilization. 1954, ZDB-ID 1439882-5). University of Nebraska Press, Lincoln NE 1954, (Nachdrucke).
- Galen of Pergamon. (= Logan Clendening Lectures on the History and Philosophy of Medicine. 3, ISSN 0459-6897). University of Kansas Press, Lawrence KS 1954, (Nachdrucke).
- Six wings. Men of science in the Renaissance. Indiana University Press, Bloomington IN 1955; Nachdrucke.
- The Study of the History of Mathematics. Harvard University Press, Cambridge MA 1936; Nachdrucke-